# Night Glider mode
Night Glider mode (o "XVV Night Glider mode") és un dels procediments per orientar els panells solars a l'Estació Espacial Internacional.
Normalment, els panells solars fotovoltaics de l'estació espacial segueixen al sol. No obstant això, una de les principals causes del decaïment orbital de l'estació espacial és que l'àrea dels panells solars, frega contra la prima atmosfera residual en altitud orbital, resulta en una petita quantitat de frenada aerodinàmica. El fregament es pot reduir mitjançant l'orientació dels panells solars en mode "llesca solar", on vola de cara cap a la direcció orbital, en lloc del seguiment del sol, no obstant això, aquesta orientació redueix la potència produïda. El mode "llesca solar" és una orientació hibrida, on els panells solars segueixen al sol durant el període on l'estació espacial està il·luminat, però estan orientades de cara cap a la direcció orbital quan està en ombra de la Terra. Això redueix la resistència mitjana a les matrius solars de l'estació en un 30 per cent, sense reducció de potència.

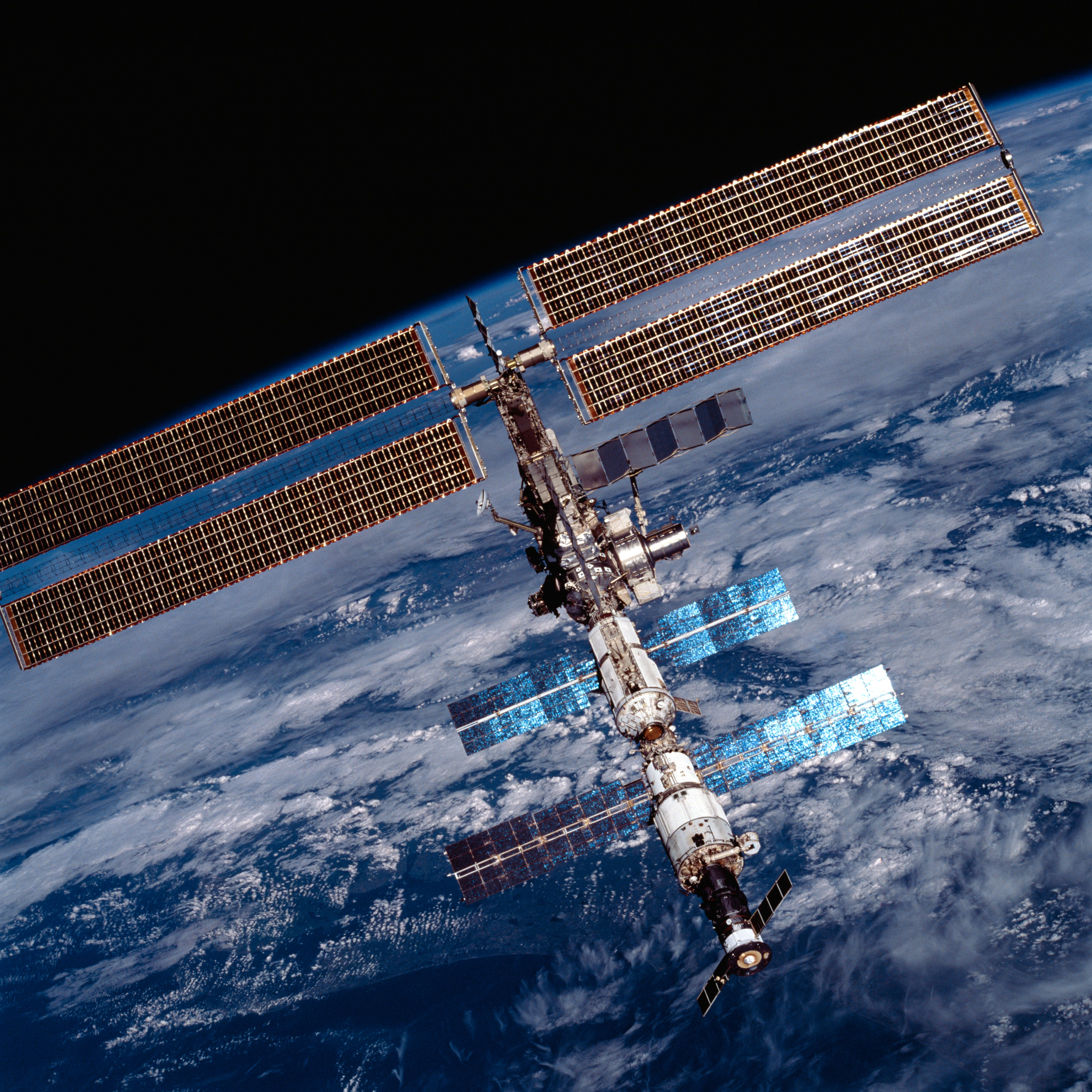
La ISS en el 2001 mostrant els panells solars.

L'ús del mode nocturn s'havia proposat per la NASA en els orígens de l'estació espacial, però no es va implementar fins en el 2003, després de l'accident del transbordador espacial Columbia, quan va estar disponible el transbordador espacial per transportar el propulsor de l'estació per al manteniment orbital mentre que el programa del transbordador espacial va passar per un període de reajustament. La posada en pràctica dels modes de vol de reducció del fregament atmosfèric de l'estació espacial va resultar en un estalvi al voltant de 1.000 kg de combustible de manteniment orbital per any.
Com a funcionament diferent, la reducció de fregament de lliscador solar, és a vegades utilitzat; en aquest mode, els panells són orientats de cara cap a la direcció de desplaçament de l'òrbita completa. En aquesta mode, l'arrossegament es redueix al mínim, però, la potència de sortida redueix la potència total disponible. Operationalment, de vegades és desitjable orientar els panells solars per produir l'efecte oposat, i maximitzar la resistència aerodinàmica de les matrius. Això es pot fer, per exemple, per reduir l'altitud orbital de l'estació espacial per tal de reduir la quantitat de combustible necessari per al transbordador per arribar a l'estació espacial. Seleccionant el mode de l'orientació de la matriu solar que s'utilitza, és una funció d'operacions de la ISS ("control de missió").